# Alger County
Alger County ist ein County im US-Bundesstaat Michigan. Der Verwaltungssitz (County Seat) ist Munising. Das U.S. Census Bureau hat bei der Volkszählung 2020 eine Einwohnerzahl von 8842 ermittelt.

## Geographie
Das County liegt im Norden der Oberen Halbinsel von Michigan, grenzt an den Lake Superior, einem der Großen Seen, und hat eine Fläche von 13.077 Quadratkilometern, wovon 10.700 Quadratkilometer Wasserfläche sind. Es grenzt im Uhrzeigersinn an folgende Countys: Luce County, Schoolcraft County, Delta County und Marquette County.

## Geschichte
Alger County wurde 1885 aus Teilen des Schoolcraft County gebildet. Benannt wurde es nach Russell A. Alger, einem Gouverneur von Michigan und US-Senator.
16 Bauwerke und Stätten des Countys sind im National Register of Historic Places eingetragen (Stand 17. November 2017).

## Demografische Daten

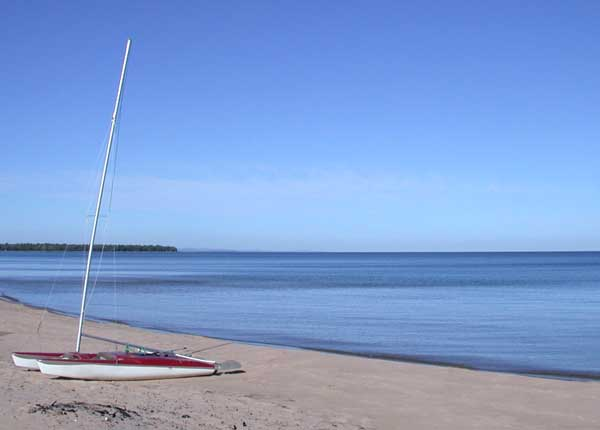
Strand an der Au Train Bay

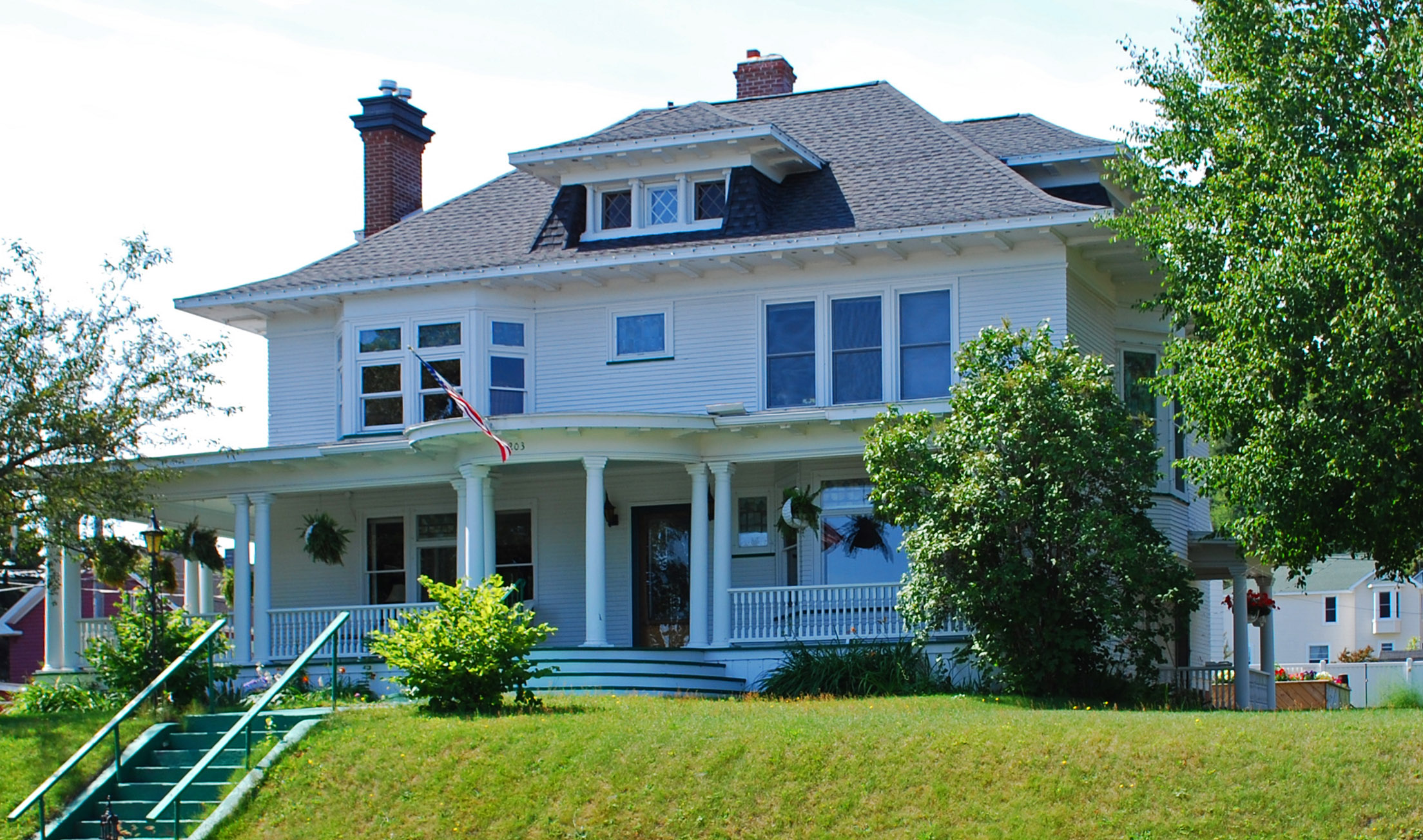
Das Lobb House, gelistet im NRHP mit der Nr. 76001023

Nach der Volkszählung im Jahr 2000 lebten im Alger County 9.862 Menschen in 3.785 Haushalten und 2.585 Familien. Die Bevölkerungsdichte betrug 4 Einwohner pro Quadratkilometer. Ethnisch betrachtet setzte sich die Bevölkerung zusammen aus 87,81 Prozent Weißen, 6,11 Prozent Afroamerikanern, 3,30 Prozent amerikanischen Ureinwohnern, 0,32 Prozent Asiaten, 0,04 Prozent Bewohnern aus dem pazifischen Inselraum und 0,39 Prozent aus anderen ethnischen Gruppen; 2,03 Prozent stammten von zwei oder mehr Ethnien ab. 1,00 Prozent der Bevölkerung waren spanischer oder lateinamerikanischer Abstammung.
Von den 3.785 Haushalten hatten 27,0 Prozent Kinder unter 18 Jahren, die bei ihnen lebten. 57,0 Prozent waren verheiratete, zusammenlebende Paare, 7,6 Prozent waren allein erziehende Mütter und 31,7 Prozent waren keine Familien. 26,8 Prozent waren Singlehaushalte und in 12,6 Prozent lebten Menschen im Alter von 65 Jahren oder darüber. Die Durchschnittshaushaltsgröße betrug 2,35 und die durchschnittliche Familiengröße lag bei 2,83 Personen.
20,5 Prozent der Bevölkerung waren unter 18 Jahre alt. 7,3 Prozent zwischen 18 und 24 Jahre, 28,7 Prozent zwischen 25 und 44 Jahre, 26,3 Prozent zwischen 45 und 64 Jahre und 17,2 Prozent waren 65 Jahre oder älter. Das Durchschnittsalter betrug 41 Jahre. Auf 100 weibliche Personen kamen 116,6 männliche Personen. Auf 100 Frauen im Alter von 18 Jahren und darüber kamen statistisch 120,6 Männer.
Das jährliche Durchschnittseinkommen eines Haushalts betrug 35.892 USD, das Durchschnittseinkommen einer Familie 42.017 USD. Männer hatten ein Durchschnittseinkommen von 37.681 USD, Frauen 24.492 USD. Das Prokopfeinkommen betrug 18.210 USD. 7,2 Prozent der Familien und 10,3 Prozent der Bevölkerung lebten unterhalb der Armutsgrenze.

## Orte im County
- Au Train
- Chatham
- Christmas
- Coalwood
- Deerton
- Diffin
- Dixon
- Dorsey
- Doty
- Eben Junction
- Evelyn
- Grand Marais
- Green Haven
- Indian Town
- Juniper
- Kentucky
- Kiva
- Ladoga
- Limestone
- Melstrand
- Munising
- Munising Junction
- Myren
- Rumely
- Sand River
- Shingleton
- Slapneck
- Star
- Stillman
- Sundell
- Traunik
- Trenary
- Vail
- Van Meer
- Wetmore

Townships
- Au Train Township
- Burt Township
- Grand Island Township
- Limestone Township
- Mathias Township
- Munising Township
- Onota Township
- Rock River Township